# Bikini-Atoll
Das Bikini-Atoll (marshallesisch Pikinni, in der deutschen Kolonialzeit Eschscholtzinseln) liegt im Pazifischen Ozean und gehört mit seinen insgesamt 23 Inseln zur Ralik-Kette im Territorium der Marshallinseln. Das Atoll wurde als Schauplatz zahlreicher Kernwaffentests der USA in den 1940er und 1950er Jahren bekannt. Der Bikini, eine zweiteilige Badebekleidung, wurde nach ihm benannt. Am 31. Juli 2010 wurde das Atoll zum UNESCO-Welterbe erklärt.

## Geographie
Das Atoll liegt im nördlichen Teil der Marshallinseln, etwa 12° nördlich des Äquators und etwa 3000 km nordöstlich von Neuguinea. Die Landfläche aller zugehörigen Inseln beträgt insgesamt 6 km². Die umschlossene Lagune ist 40 km lang, 24 km breit und umfasst eine Fläche von knapp 600 km². Die Lagune ist bis zu 60 Meter tief. Die Gesamtfläche beträgt knapp 800 km². Die größten Inseln sind Bikini (2,90 km²), Enyu (oder Eneu, 1,23 km²), Nam, Enidrik und Aerokojlol.

## Bevölkerung
Nur die beiden größten Inseln Bikini und Enyu waren bis 1946 ständig besiedelt; 1946 wurden die 167 Einwohner der Hauptinsel und die 29 von Enyu wegen der bevorstehenden Kernwaffentests umgesiedelt. Seither sind die Inseln des Atolls – abgesehen von einer vorübergehenden Wiederbesiedelung in den 1970er Jahren – weitgehend unbewohnt.

## Geschichte
Die Marshallinseln wurden vor der Zeitenwende durch Einwanderer von den Salomon-Inseln, die über Kiribati nach Norden vordrangen, oder von West-Polynesien aus besiedelt. 
Die Marshallinseln wurden von spanischen Seefahrern im frühen 16. Jahrhundert entdeckt, blieben danach aber lange Zeit unbeachtet. Das Bikini-Atoll wurde erstmals 1825 durch Otto von Kotzebue kartiert und zu Ehren seines Schiffsarztes und wissenschaftlichen Mitarbeiters Johann Friedrich Eschscholtz Eschscholtz-Inseln benannt. 1886 wurden die Inseln als Teil der Marshallinseln offiziell vom Deutschen Reich annektiert. Faktisch blieben sie fast völlig isoliert, da sie wirtschaftlich bedeutungslos waren.
Im Ersten Weltkrieg wurden sie 1914 von Japan in Besitz genommen, das später auf Bikini einen kleinen Militärposten errichtete. Als die Marshallinseln 1944 im Pazifikkrieg von den USA erobert wurden, befanden sich nur fünf Japaner auf Bikini. Um nicht in amerikanische Gefangenschaft zu geraten, versteckten sie sich in einem Erdloch und sprengten sich mit einer Granate in die Luft.

## Kernwaffentests
Nach dem Ende des Zweiten Weltkriegs beschloss der damalige US-Präsident Harry S. Truman im Dezember 1945, Kernwaffenversuche durchzuführen, um deren Zerstörungspotential zu ermitteln. Das Bikini-Atoll und das benachbarte Eniwetok-Atoll wurden als Testgebiete gewählt, weil sie weitab von allen regulären Schifffahrts- und Flugverkehrsrouten lagen. Auf Anfrage des Militärgouverneurs der Marshallinseln stimmte das Oberhaupt der Bikinianer, König Juda, zu, dass sein Volk seine Heimat verlassen werde, im Glauben, zu einem späteren Zeitpunkt auf die Inseln zurückkehren zu können. Die insgesamt 167 Bikinianer wurden auf das kleinere, unbewohnte Rongerik-Atoll umgesiedelt.
Während der Testserien von 67 Atombombenversuchen waren über 42.000 Techniker, Wissenschaftler und Militärs auf Bikini stationiert. Außerdem wurden 242 Schiffe, 156 Flugzeuge und 5400 Versuchstiere (Ratten, Ziegen und Schweine) eingesetzt.

### Übersicht der wichtigsten Tests
Die angegebenen Daten beziehen sich auf die Weltzeit  (UT). Für die lokale Bikini-Zeit gilt UT +12h.

#### Operation Crossroads

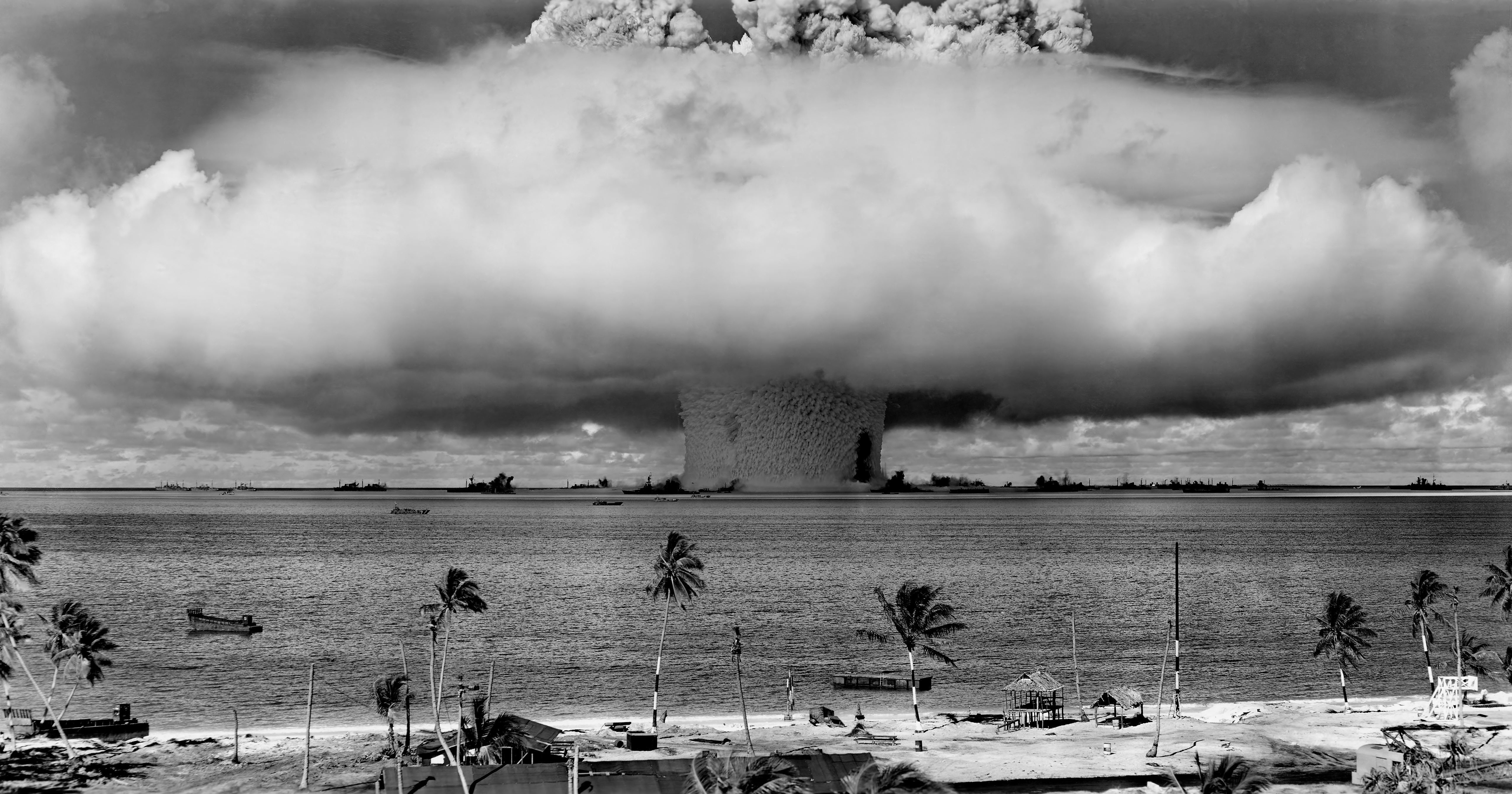
Explosion der Atombombe „Baker“ aus dem Crossroad-Test im Bikini-Atoll; die Bombe wurde 27 m unter der Wasseroberfläche gezündet

| Bombe | Datum                         | Ort                 | Sprengkraft |
| ----- | ----------------------------- | ------------------- | ----------- |
| Able  | 30. Juni 1946, 22:00 Uhr (UT) | Bikini-Atoll-Lagune | 23 kT       |
| Baker | 24. Juli 1946, 21:35 Uhr (UT) | Bikini-Atoll-Lagune | 23 kT       |

#### Operation Castle
| Bombe  | Datum                            | Ort           | Sprengkraft |
| ------ | -------------------------------- | ------------- | ----------- |
| Bravo  | 28. Februar 1954, 18:45 Uhr (UT) | Nam-Insel     | 15 MT       |
| Romeo  | 26. März 1954, 18:30 Uhr (UT)    | Nam-Insel     | 11 MT       |
| Koon   | 6. April 1954, 18:20 Uhr (UT)    | Eninman-Insel | 110 kT      |
| Union  | 25. April 1954, 18:10 Uhr (UT)   | Bikini-Lagune | 6,9 MT      |
| Yankee | 4. Mai 1954, 18:10 Uhr (UT)      | Bikini-Lagune | 13,5 MT     |

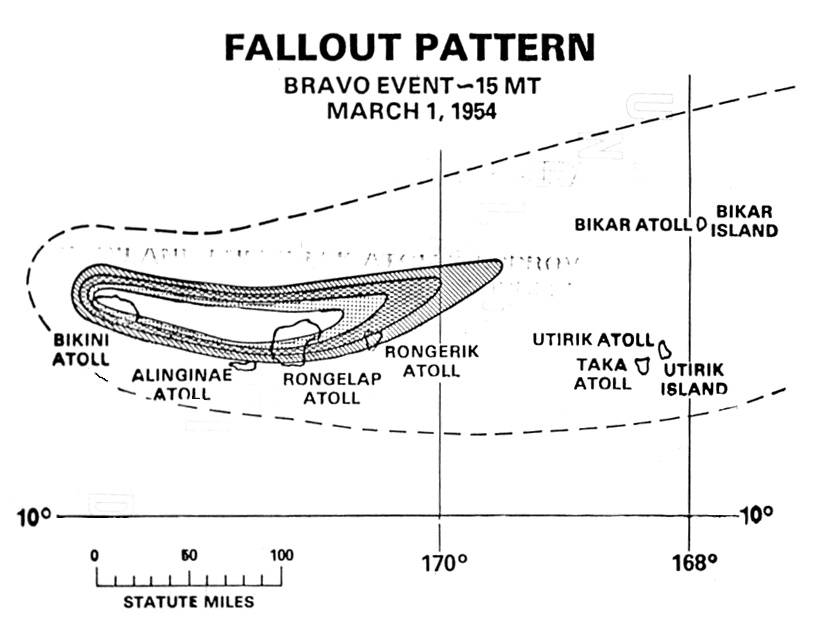
Fallout-Verteilung der Bravo-Wasserstoffbombe

Die Wasserstoffbombe Bravo war die stärkste Bombe, die je von den USA gezündet wurde. Ihre Sprengkraft war weitaus stärker als erwartet. Mit rund 15 MT entsprach sie der von etwa 1.000 Hiroshimabomben. Neben Bikini wurden auch die bewohnten Atolle Rongelap und Rongerik durch radioaktiven Niederschlag kontaminiert. Auf hoher See war das japanische Fischerboot Daigo Fukuryū Maru (Glücklicher Drache V) betroffen, dessen Besatzung hohe Strahlendosen erhielt, was zum Tod eines Matrosen an der Strahlenkrankheit führte.

#### Operation Redwing
| Bombe    | Datum                         | Ort                                   | Sprengkraft |
| -------- | ----------------------------- | ------------------------------------- | ----------- |
| Cherokee | 20. Mai 1956, 17:51 Uhr (UT)  | Namu-Insel – B-52-Abwurf              | 3,8 MT      |
| Zuni     | 27. Mai 1956, 17:56 Uhr (UT)  | Eninman-Insel                         | 3,5 MT      |
| Flathead | 11. Juni 1956, 18:26 Uhr (UT) | Bikini-Lagune                         | 365 kT      |
| Dakota   | 25. Juni 1956, 18:06 Uhr (UT) | Bikini-Lagune                         | 1,1 MT      |
| Navajo   | 10. Juli 1956, 17:56 Uhr (UT) | Riff zwischen Namu- und Yurochi-Insel | 5 MT        |
| Tewa     | 20. Juli 1956, 17:46 Uhr (UT) | Riff zwischen Namu- und Yurochi-Insel | 5 MT        |

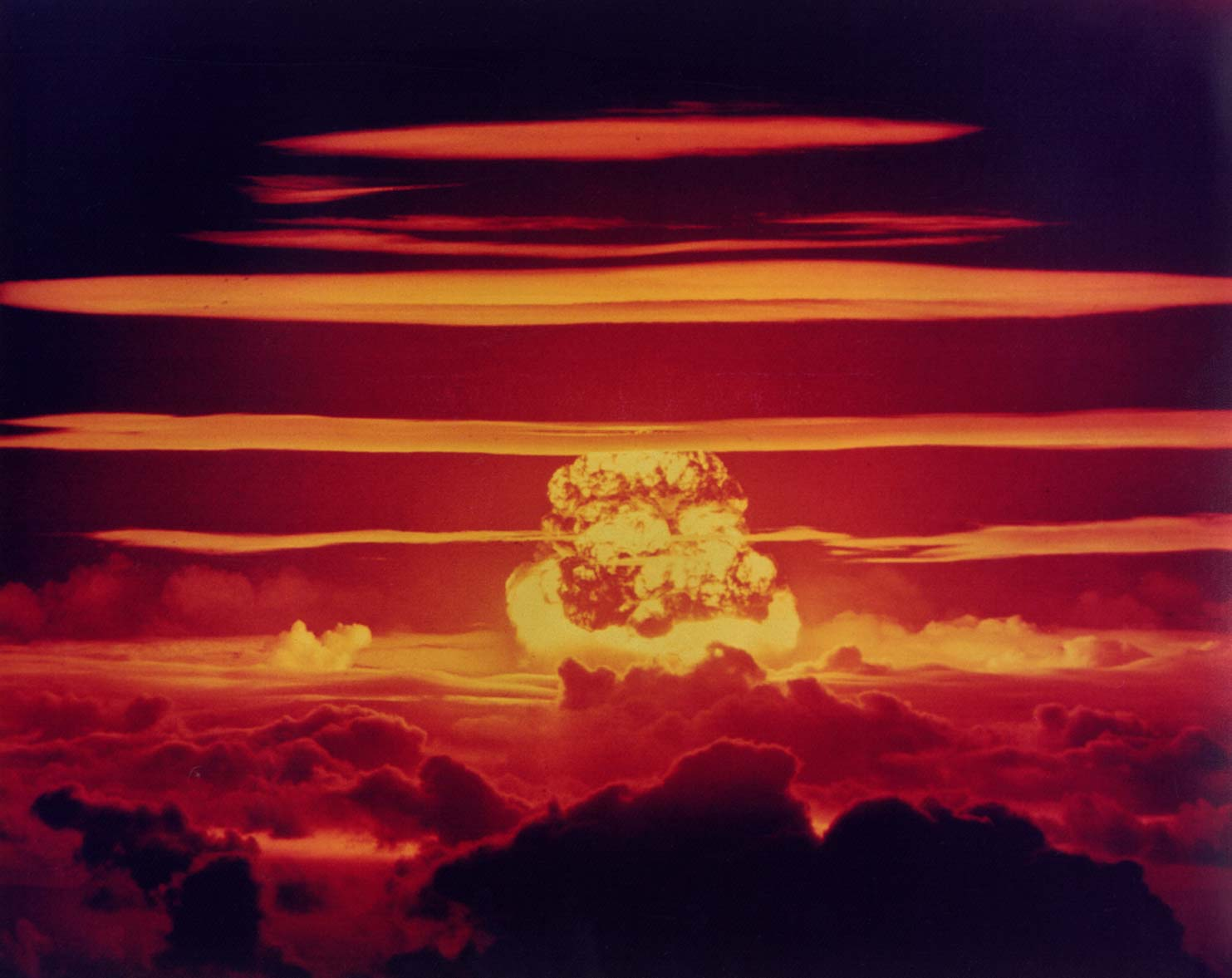
Redwing-Dakota aus der Luft fotografiert

Alle Namen dieser Bomben sind auch Namen amerikanischer Indianerstämme.

#### Operation Hardtack I
| Bombe    | Datum                         | Ort          | Sprengkraft |
| -------- | ----------------------------- | ------------ | ----------- |
| Fir      | 11. Mai 1958, 17:50 Uhr (UT)  | Bikini-Atoll | 1,36 MT     |
| Nutmeg   | 21. Mai 1958, 21:20 Uhr (UT)  | Bikini-Atoll | 25,1 kT     |
| Sycamore | 31. Mai 1958, 03:00 Uhr (UT)  | Bikini-Atoll | 92 kT       |
| Maple    | 10. Juni 1958, 17:30 Uhr (UT) | Bikini-Atoll | 213 kT      |
| Aspen    | 14. Juni 1958, 17:30 Uhr (UT) | Bikini-Atoll | 319 kT      |
| Redwood  | 27. Juni 1958, 17:30 Uhr (UT) | Bikini-Atoll | 412 kT      |
| Hickory  | 30. Juni 1958, 00:00 Uhr (UT) | Bikini-Atoll | 14 kT       |
| Cedar    | 2. Juli 1958, 17:30 Uhr (UT)  | Bikini-Atoll | 220 kT      |
| Poplar   | 12. Juli 1958, 03:30 Uhr (UT) | Bikini-Atoll | 9,3 MT      |
| Juniper  | 22. Juli 1958, 04:20 Uhr (UT) | Bikini-Atoll | 65 kT       |

Alle Namen dieser Bomben sind die Namen von Baumarten.

#### Starts von Raketen
Zur Untersuchung des Fallouts wurden 1956 von der Position 11° 35′ N, 165° 20′ O aus zahlreiche Raketen der Typen Loki und Asp vom Bikini-Atoll aus gestartet.

### Zielschiffe
Die Tests im Rahmen der Operation Crossroads dienten in erster Linie dazu, Erkenntnisse darüber zu gewinnen, welche Zerstörungen die Atomexplosionen an Schiffen anrichten. Zu diesem Zweck wurden zahlreiche Schiffe und Boote der unterschiedlichsten Größen und Typen in der Lagune zusammengezogen. Beim ersten Test wurden 77 Schiffe einer Überwasserexplosion ausgesetzt. Beim zweiten Versuch wurde die Bombe unter einem Landungsboot gezündet, was bei den 89 eingesetzten Schiffen und Booten wesentlich stärkere Schäden verursachte und einen Teil der Schiffe Stunden oder Tage nach der Zündung sinken ließ.
Die USA griffen größtenteils auf ihren umfangreichen Bestand an ausgemusterten Schiffen zurück. Davon liegen heute als Wracks in der Lagune von Bikini: Saratoga, Carlisle, Anderson, Lamson, Gilliam, Arkansas, Pilotfish, Apogon.
Um die schiffbauliche Qualität ausländischer Konstruktionen unter der Wirkung der Atombomben zu vergleichen, wurden auch erbeutete japanische Schiffe nach Bikini gebracht. Als Wracks noch vorhanden sind die Nagato und die Sakawa der Agano-Klasse. Der 1945 den USA als Kriegsbeute zugesprochene deutsche Kreuzer Prinz Eugen überstand die Tests und wurde nach Kwajalein geschleppt. Dort kenterte das leckgeschlagene Schiff am 22. Dezember 1946.

## Schicksal der indigenen Bevölkerung

Offizielle Flagge des Bikini-Atolls

Für die Bikinianer erwies sich die Umsiedelung auf das Rongerik-Atoll wegen der schlechten Versorgung als Katastrophe. Die Inseln des kleinen Atolls galten bis dahin als unbewohnbar, weil sie nur wenig Nahrung und Trinkwasser lieferten. Die zur Verfügung gestellten Vorräte reichten nur für einige Wochen. Schon nach zwei Monaten baten die Siedler darum, wieder in ihre Heimat gebracht zu werden. Erst über ein Jahr danach wurde ihre schwere Unterernährung offiziell registriert, und es dauerte fast ein weiteres Jahr, bis die Bikinianer erneut umgesiedelt wurden. Auf der Insel Kwajalein lebten sie dann für ein halbes Jahr in Zelten direkt neben den Gebäuden des Flughafens. Schließlich wurden sie auf der entlegenen Insel Kili angesiedelt, wo sie seither von externer Versorgung abhängig sind.
1968 verkündete der US-Präsident Lyndon B. Johnson die baldige Rückkehr der zu diesem Zeitpunkt 540 Bikinianer. Die radioaktive Kontamination solle beseitigt und die ursprüngliche Vegetation wiederhergestellt werden. Später wurden Hütten und Häuser gebaut. Der Umzug vollzog sich nur schleppend, da nach dem Abzug des Militärs kaum noch Transportmöglichkeiten bestanden. 1972 stellte ein Überwachungsteam eine mit radioaktiven Nukliden erhöhte Belastung bei den in der Lagune lebenden Krabben fest. Weitere Messungen in den Jahren 1975 und 1977 ergaben, dass das Trinkwasser und die Früchte der Insel für den menschlichen Genuss nicht geeignet waren. Daraufhin begann das Energieministerium mit Wasser- und Nahrungsmittellieferungen. Ende 1978 wurde das Atoll erneut evakuiert. Die 139 Bewohner ließen sich hauptsächlich auf Majuro und Ejit im Majuro-Atoll nieder, rund 830 km südöstlich von Bikini.

## Bikini heute

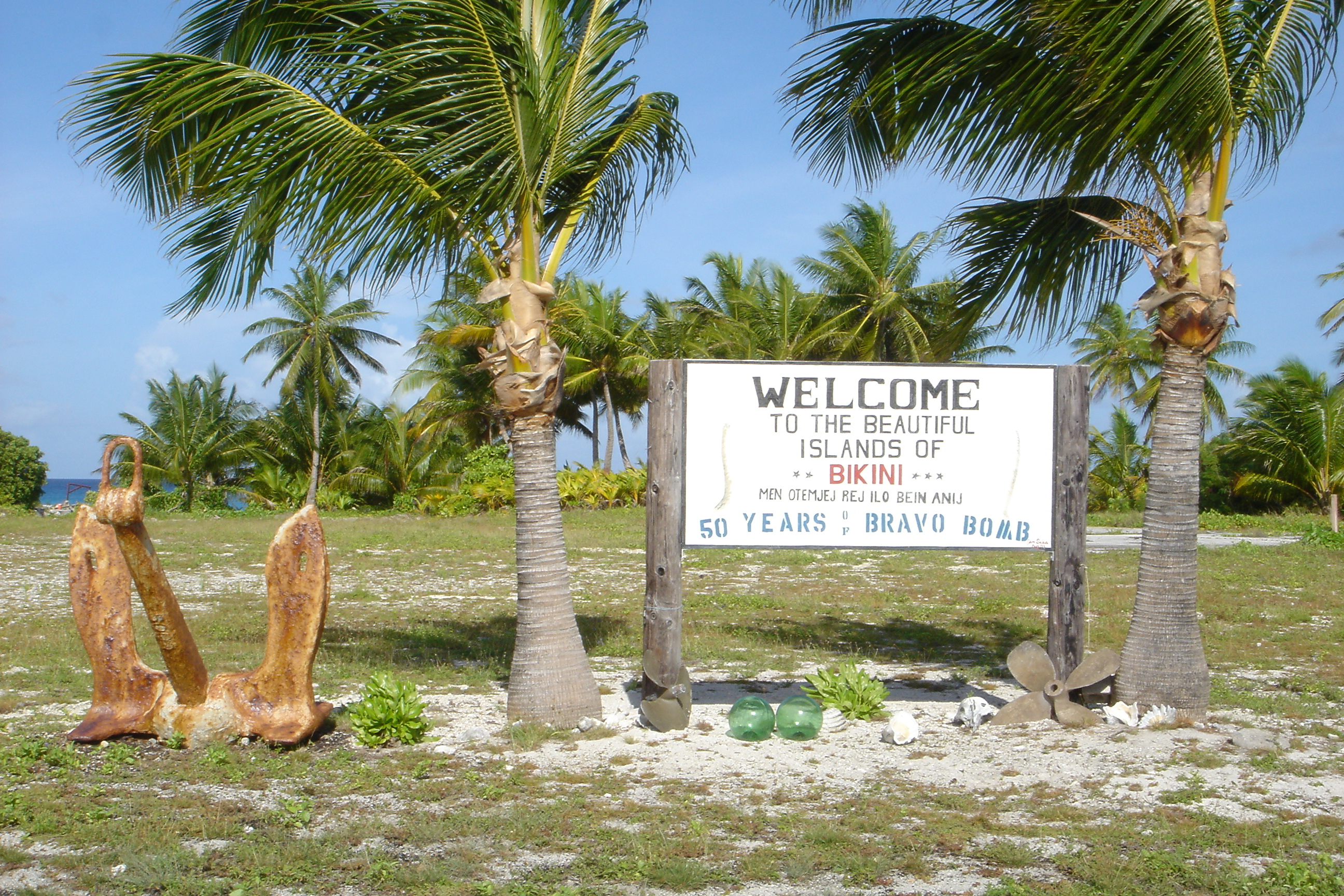
Bikini-Atoll: Gedenktafel 50 Jahre nach der Zündung der Wasserstoffbombe Bravo im Jahr 1954

Am 5. März 2001 entschied das Nuclear Claims Tribunal, dass die USA den Bikinianern insgesamt rund 1,1 Mrd. US-Dollar zu zahlen haben. Diese Summe beinhaltet den Wertverlust des Atolls, Schmerzensgeld und Wiederaufbauhilfe. Ob das Geld gezahlt wird, ist fraglich, da der Beschluss kein Gerichtsurteil ist. Derzeit rufen die Bikinianer immer wieder den Petitionsausschuss des US-Kongresses an.
Wann das Bikini-Atoll wieder besiedelt werden kann, ist noch unklar. Allerdings sind die Inseln nicht mehr Sperrgebiet. In der Lagune liegen die bei den Atomtests gesunkenen Schiffe; sie sind als Ziele für Wracktaucher sehr beliebt. Nach Angaben der Internationalen Atomenergieorganisation ist nach Untersuchungen von 1997 der Aufenthalt dort unbedenklich; nur vor regelmäßigem Verzehr von lokal erzeugten Nahrungsmitteln wird gewarnt, da dies zu einer Strahlenbelastung von 15 mSv/Jahr führen würde.
Die USA sahen 2009 keine Gefahr mehr für menschliches Leben auf den Inseln und stellten den Rongelapesen ein Ultimatum: „Entweder Sie kehren bis Oktober 2011 zu Ihrem Atoll zurück oder Ihnen wird die Unterstützung für Ihre Gemeinschaft gestrichen.“

## Bikini-Badeanzug
Der Bikini-Badeanzug ist nach dem Atoll benannt. Inspiriert durch die Schlagzeilen der Kernwaffentests auf dem Atoll taufte der Modedesigner und frühere Autoingenieur Louis Réard sein neues Badekostüm auf den Namen Bikini und bewarb es mit dem Slogan „le bikini, la première bombe an-atomique“, ein Wortspiel mit den Begriffen bombe atomique (Atombombe) und anatomique (anatomisch, den Körperbau betreffend). Am 5. Juli 1946 stellte die Striptease-Tänzerin Micheline Bernardini den knappen Zweiteiler erstmals im Pariser Schwimmbad Piscine Molitor vor.